# Rosengren
Rosengren är ett svenskt efternamn, som burits av bland andra:
- Albin Rosengren (1884–1954), jurist
- Axel Rosengren, känd som Folke Rogard (1899–1973), advokat, schackspelare och schackledare
- Bengt Rosengren (läkare) (1899–1979), ögonläkare
- Bengt Rosengren (1927-2020) (1927–2020), professor
- Bengt Rosengren (född 1958), oboist
- Bernt Rosengren (1937–2023), jazzmusiker
- Birger Rosengren (1917–1977), fotbollsspelare, känd som "Bian"
- Birgit Rosengren (1912–2011), skådespelare
- Björn Rosengren, flera personer
  - Björn Rosengren (född 1942), fackföreningsman, politiker och landshövding, socialdemokrat
  - Björn Rosengren (advokat) (född 1944), advokat och idrottsledare
  - Björn Rosengren (företagsledare) (född 1959), VD för Sandvik AB och ABB
- Bo Rosengren (1929–2025), arkitekt
- Carl Rosengrén (1857–1925), grosshandlare och lokalpolitiker
- Ellen Rosengren (1876–1956), skådespelare
- Erik Rosengren, flera personer
  - Erik Rosengren (bandyspelare) (född 1991)
  - Erik Rosengren (militär) (1908–1988)
  - Erik Rosengren (språkvetare) (1854–1943)
- Finn Rosengren  (född 1946), dirigent
- Fredrik Rosengren (född 1960), tennisspelare
- Gunnar Rosengren (1889–1964), klockgjutare
- Gustaf Rosengren (1893–1963), målare
- Håkan Rosengren (1728–1800), målare och kyrkmålare
- Jean Rosengren (1894–1965), konstnär
- Jeanette Vantze Rosengren (född 1967), författare, förläggare och fotbollsspelare
- Johannes Rosengren (1871–1930), professor i skeppsbyyggnad
- Josef Rosengren (1863–1949), präst
- Lars Rosengren (1807–1896), präst
- Lars Rosengren (instrumentmakare) (1796–1847), klavermakare
- Lars Fredrik Rosengren (1861–1946), professor i mejerilära
- Lars-Göran Rosengren (född 1945), ingenjör och företagsledare
- Lennart Rosengren  (1879–1964), militär och höjdhoppare
- Ludmilla Rosengren  (född 1968), läkare och babysimpionjär
- Margit Rosengren (1901–1952), operasångerska och skådespelare
- Mats Rosengren (född 1962), filosof, översättare och professor
- Patrik Rosengren (född 1971), fotbollsspelare
- Per Rosengren (född 1951), politiker, vänsterpartist
- Peter Rosengren  (född 1958), musiker
- Ralf Novak-Rosengren  (född 1972), musiker och sångare
- Sven Rosengren (1928–1983), läkare
- Terttu Rosengren (1924–2010), pedagog och skolledare
- Ture Rosengren (1548–1611), jurist och ämbetsman